# 九O式艦上戰鬥機
九O式艦上戰鬥機（日语：九〇式艦上戦闘機）是日本海軍的戰鬥機。日軍代號「A2N」。前身是美國波音公司在1928年推出的P-12戰鬥機，美國海軍也把此種戰機改為艦載機並稱為F4B。

## 開發
日本海軍看中了F4B，並買了兩架給中島飛機仿製，設計師是吉田孝雄。九O式並非單純的F4B的仿製型，其內部結構採用了英國鬥牛犬式戰鬥機的設計。發動機方面沿用了現有三式艦上戰鬥機的壽二型發動機（450匹馬力）。1930年因九O式試飛時發動機問題而非被採用。於1932年改用壽二改型發動機（580匹馬力）後才獲軍方採用。 

## 基本資料

### 九O式二號
- 機長：6.183米[2]
- 翼展：9.400米
- 機高：3.025米
- 空重：1,000公斤
- 載重：1,450公斤
- 最快時速：304公里/小時
- 航程：600公里
- 昇限：9,000米
- 翼載：71公斤/平方米
- 發動機：中島壽二改型風冷式發動機（580匹馬力）
- 武裝：機身上方兩挺7.7毫米口徑機槍

## 主要型號
- 九O式一號（A2N1）：屬於早期型，機槍在機身兩側，下翼有3度上反角。[3]

- 九O式二號（A2N2）：主要生產型，將機槍移向機身上部，原本的機槍位置改成油箱。

- 九O式三號（A2N3）：後期型，在起落架加上整流罩以減少風阻提高速度，上翼有5度上反角。

- 九O式複座練習戰鬥機（A3N1-1）：屬於雙座教練機型。

## 實戰
在中國首先投入戰鬥的是九O式的美國表親波音P-12，1932年發生一二八上海事變，美國飛行員蕭特駕駛著波音P-12在2月19日攻擊由所茂八郎駕駛的三式艦上戰鬥機，蕭特把它打傷後長揚而去。2月22日在蘇州上空，蕭特再遇上三架日軍三式艦上戰鬥機和三架十三式艦上攻擊機，蕭特的P-12輕易避開日軍三式艦戰的攻擊並把一架十三艦攻的機長打死和打傷後部機槍手，雖然蕭特的P-12最後仍被日軍三式艦戰擊落，但已證明了P-12比日軍的三式艦戰優。
中日戰爭開始後的八一三淞滬會戰，日本海軍派出三艘航空母艦到上海參戰，分別是加賀號，龍驤號和鳳翔號，它們的機庫裡都載有九O式戰鬥機，當時九O式已算落伍而少有參戰。8月25日，中國空軍出動美製馬丁B-10轟炸機和德製He-111A轟炸機轟炸日艦，鳳翔號的九O式擊落了兩架He-111A，除此之外，加賀號和龍驤號的九O式飛行員都宣稱曾和中國空軍交戰但戰果不詳。該年9月，九六式來華參戰，九O式也結束其短暫的戰鬥。即使是其改良型九五式艦上戰鬥機也是作用不大。

## 宣傳機

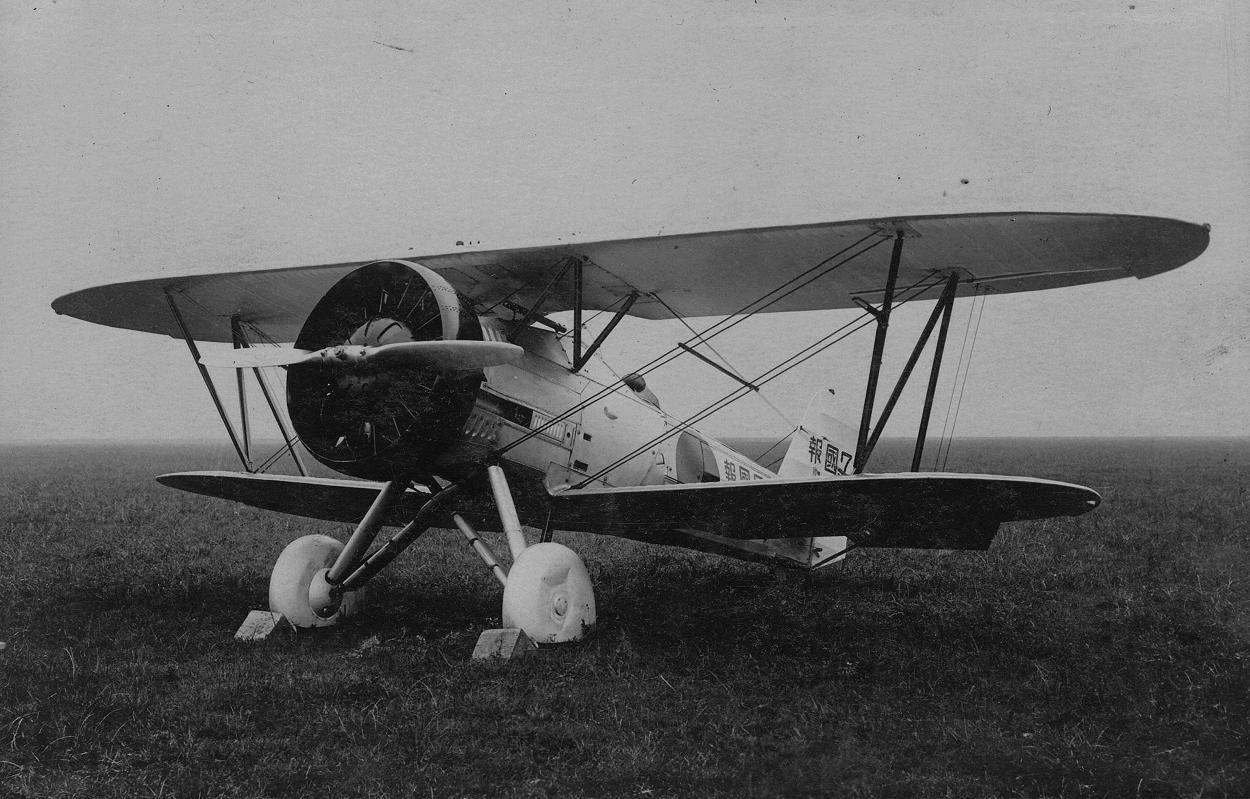
報國號九O式

在20世紀30年代，九O式經常被日本軍方寫成「報國XX號」在日本民眾面前做宣傳表演。